# Коробка Ольга Василівна
О́льга Коро́бка (нар. 7 грудня 1985, Бобровиця) — українська важкоатлетка, заслужений майстер спорту. Срібна медалістка XXIX літніх Олімпійських ігор в Пекіні. Вагова категорія — суперважка (понад 75 кг).

## Біографічні відомості
Народилася 7 грудня 1985 року у місті Бобровиця Чернігівської області.
Про себе: 
| Я вдалася у дідуся, маминого батька. Він був високого зросту, при тілі. Моя вага була при народженні — 4 100 — більша, ніж у брата, але це нікого не здивувало.[3] У моїй сім'ї не було спортсменів. Батько працює охоронцем, мати — домогосподарка. Навчалася у звичайній школі в Бобровиці. Там був підвал,[4] де займалися важкою атлетикою, іншого виду спорту тоді не було, тож і вибору не було. Оскільки з дитинства була крупною, хотілося займатися спортом. Тому в третьому класі пішла в наш шкільний підвал. Поступово зрозуміла, що зможу досягти успіхів у важкій атлетиці.[5] |
Наставник — Мольченко Микола Миколайович заслужений тренер України, головний тренер національної збірної з важкої атлетики Василь Кулак. Виступає за спортивний клуб «ІСД» (Донецьк).
Коробка здобула освіту у Львівському аграрному університеті.

## Родина
20 вересня 2016 року Ольга Коробка народила сина.

## Досягнення
У квітні 2007 у Страсбурзі на чемпіонаті Європи встановила новий континентальний рекорд у ривку — 133 кг. Тоді сумарно Ольга підняла 293 кг, і 160 із них — у поштовху.
Дворазова абсолютна — в окремих видах та у двоборстві — чемпіонка Європи (2006, 2007). Рекордсменка Європи в поштовху (164 кг). Бронзовий призер чемпіонату світу в двоборстві та в окремих вправах (2006).
У лютому 2012 року була дискваліфікована на чотири роки за вживання допінгу.
27 жовтня 2016 року Міжнародний олімпійський комітет повідомив про те, Ольга Коробка позбавлена срібної медалі, завойованої на змаганнях з важкої атлетики на літніх Олімпійських іграх 2008 року в Пекіні (Китай) через застосування допінгу.

## Державні нагороди
- Орден княгині Ольги III ст. (4 вересня 2008) — за досягнення високих спортивних результатів на XXIX літніх Олімпійських іграх в Пекіні (Китайська Народна Республіка), виявлені мужність, самовідданість та волю до перемоги, піднесення міжнародного авторитету України[10]